# 藤野重夫
藤野 重夫（ふじの しげお、1903年（明治36年）1月24日 - 1983年（昭和58年）7月31日）は、日本の銀行家。北海道銀行頭取、北海道テレビ放送会長。

## 経歴
兵庫県出身。1927年に京都帝国大学経済学部を卒業し、同年に朝鮮銀行に入行。
1951年3月に北海道銀行常務に就任し、1961年11月に専務を経て、1965年5月に頭取に就任し、1967年11月には監査役に就任。
1967年12月には北海道テレビ放送会長に就任。
1983年7月31日間質性肺炎のため死去。80歳没。